# SOUL LOVE
《SOUL LOVE》，是日本樂團GLAY的第14張單曲。1998年4月29日與另一單曲《誘惑》同時發行。

## 簡介
和另一張單曲《誘惑》同日發行，引起巨大的話題性。在Oricon當週週榜上《誘惑》和《SOUL LOVE》分別成為第1、第2位。使GLAY成為繼藤圭子、松田聖子、南方之星的第四個獨占前兩位的藝人。
總銷量達137.2萬張，是1998年日本單曲銷量第5位；和第1位的《誘惑》一起，GLAY的單曲在年榜前五名中獨占兩個位置。

## 收錄曲目
1. SOUL LOVE
作詞、作曲：TAKURO
Kracie「BRONZE LOVE '98夏」的活動歌曲
2. AI
作詞、作曲：HISASHI
3. SOUL LOVE (instrumental)